# Lithobates chiricahuensis
Espèce
Synonymes
- Rana chiricahuensis Platz & Mecham, 1979
- Rana subaquavocalis Platz, 1993
- Lithobates subaquavocalis (Platz, 1993)

Statut de conservation UICN

 VU A2ace : Vulnérable
Lithobates chiricahuensis est une espèce d'amphibiens de la famille des Ranidae.

## Répartition
Cette espèce se rencontre entre 1 000 et 2 710 m d'altitude, :
- en Arizona et au Nouveau-Mexique aux États-Unis ;
- au Sonora au Chihuahua, au Durango, au Zacatecas, au Aguascalientes, au Jalisco et au San Luis Potosí au Mexique.

## Étymologie
Son nom d'espèce, composé de chiricahu et du suffixe latin -ensis, « qui vit dans, qui habite », lui a été donné en référence au lieu de sa découverte, les monts Chiricahua.

## Publication originale
- Platz & Mecham, 1979 : Rana chiricahuensis, a new species of leopard frog (Rana pipiens complex) from Arizona. Copeia, vol. 1979, no 3, p. 383-390.